# Maquette d'étude
 (mai 2023).
Si vous disposez d'ouvrages ou d'articles de référence ou si vous connaissez des sites web de qualité traitant du thème abordé ici, merci de compléter l'article en donnant les références utiles à sa vérifiabilité et en les liant à la section « Notes et références ».
 (mai 2023).
Une maquette d'étude est une représentation tri-dimensionnelle d'un système, d'un lieu ou d'un bâtiment, réalisée dans le but d'en percevoir l'ensemble des fonctionnalités avant sa réalisation. Actuellement, les maquettes d'étude ont tendance à être virtualisées, par le biais de la conception assistée par ordinateur.